# Chiesa di San Protaso ad Monachos
La chiesa di San Protaso ad Monachos (gesa de San Protas in milanese) era una chiesa di Milano. Situata nell'omonima via, la chiesa fu demolita nel 1930 per fare spazio ad un palazzo di proprietà della Banca Popolare di Novara.

## Storia
Secondo la tradizione questa chiesa sorse sui resti dei santi e martiri Vitale e Valeria, genitori di Gervasio e Protasio. Dagli scavi archeologici effettuati sul posto emersero un edificio del V secolo e uno dell'VIII secolo che costituisce il monastero in cui si insediarono i benedettini.
La sua esistenza è certa già dall'870, come attesta un documento scritto da Garibaldo, vescovo di Bergamo, consistente nella cessione di una "Casa Massaricia" e di tutte le sue pertinenze nel luogo di Boario proprio al monastero.
Nell'XI secolo suoi monaci furono trasferiti in San Simpliciano ma mantennero la giurisdizione sulla loro sede fino al XVIII secolo.
A partire dal 1574 ospitò la confraternita del Santissimo Sacramento istituita dall'arcivescovo Carlo Borromeo.
Fu demolita nel 1930 e sostituita con il palazzo ospitante la Banca Popolare di Novara.

## Architettura
Prima della demolizione la chiesa conservava la facciata di Pellegrino Tibaldi più l'aggiunta posticcia dell'atrio a due colonne ordinata dal cardinale Federico Borromeo. La struttura interna era organizzata su un'unica navata con 3 cappelle laterali per lato. 
Nelle vicinanze della chiesa si trovava un edificio noto come "Casa dei Poveri" poiché due volte l'anno i parroci di San Protasio elargivano loro le rendite derivanti dal suo affitto.